# Beylerbeyi (Üsküdar)

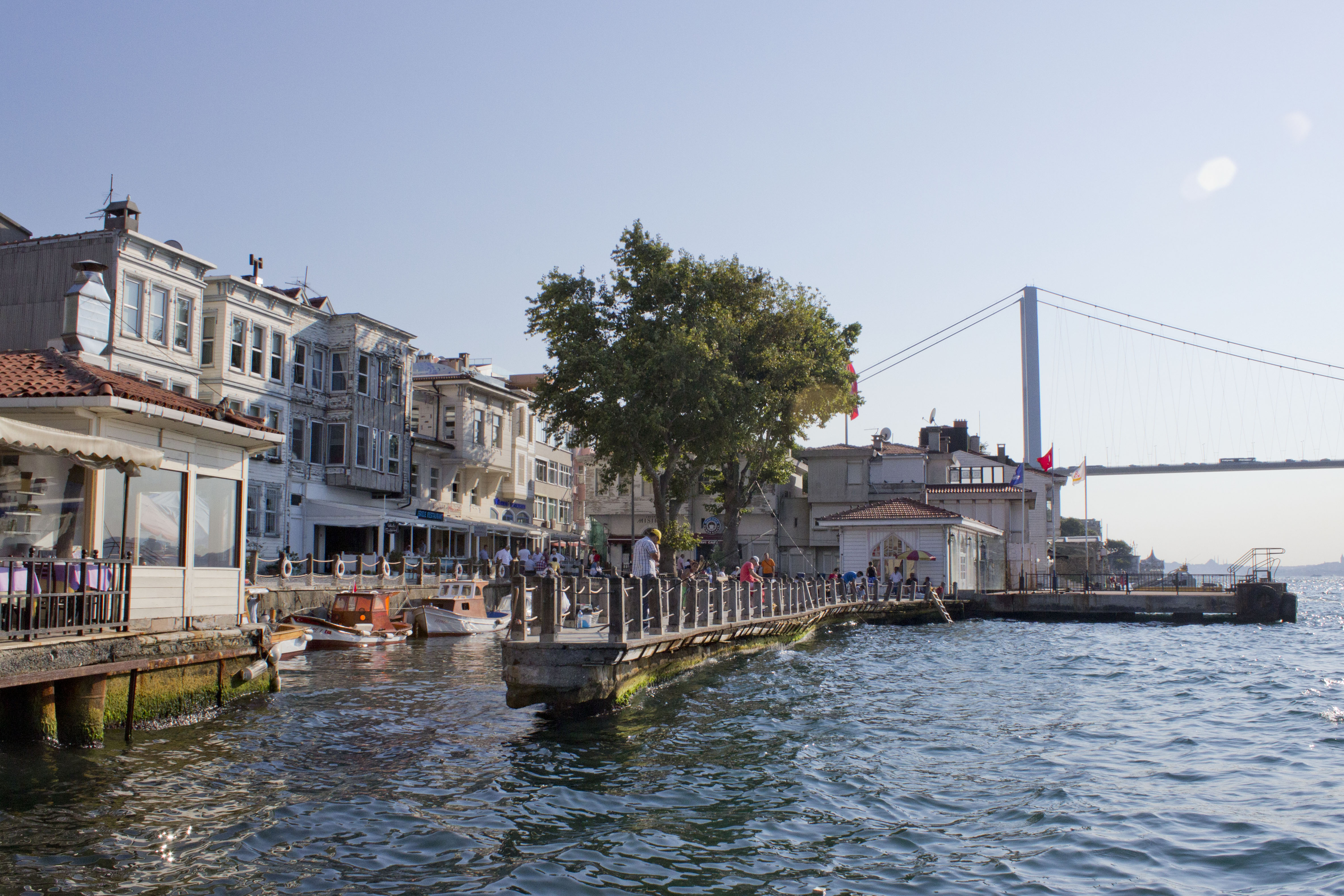
Am Hafen von Beylerbeyi (2012)

Beylerbeyi ist ein Ort in Istanbul (Türkei) auf der asiatischen Seite, am Bosporus. 
Der Ort verdankt seinen Namen Mehmet Pasa, der im 16. Jahrhundert hier gewohnt hat und der der höchste Verwalter des europäischen Teils des Osmanischen Reichs war („Beylerbey“ bedeutet Herr der Herren und war die Amtsbezeichnung für zwei Staatsdiener, die sich die Verwaltung des Reichs teilten). Das Ortsbild wird geprägt von einem großen Palast im Süden (Beylerbeyi Sarayı), einer Moschee am Ortskern und vielen Yalıs (typische Holzhäuser des Großbürgertums), die mittlerweile jedoch -außer im touristisch orientierten Hafengebiet- großzügig dem Verfall preisgegeben werden, um neue Gebäude und Anlagen zu errichten. Des Weiteren sind im Laufe der letzten Jahrzehnte im Bereich der höher gelegenen Hänge statt jener Yalis Betonsilos errichtet worden, die zahlreiche Zuwanderer aufnehmen. Als die Yalis die Ufer des Bosporus noch sehr zahlreich umsäumten, waren die in Beylerbeyi durch ihre großen Gärten berühmt, welche sich gewöhnlich hinter den Gebäuden erstreckten. In einem dieser Yalis wurden zwei berühmte Filme gedreht (James Bond 007 – Liebesgrüße aus Moskau und Topkapi).
Beylerbeyi war schon zur Zeit des Römischen Reichs bewohnt. Der Ortsteil, in dem der Palast steht, hieß früher ‚Istavroz Bahceleri‘, was so viel wie Kreuzgärten bedeutete. Den Namen haben die Gärten von dem großen Kreuz erhalten, das Konstantin der Große nach seinem Übertritt zum Christentum hat hier am Wasser errichten lassen. Der kleine Bach im Ort hat seinen Namen auch von dem Kreuz bekommen. Noch vor wenigen Jahren hat noch eine Kirchenruine aus der Zeit des Byzantinischen Reichs existiert.
In Beylerbeyi endet die erste Bosporusbrücke, es liegt gegenüber von Arnavutköy und Bebek. Hier betritt man vom Westen kommend Asien. Das einstige Fischerdorf hat sich dadurch zu einem recht lebendigen Touristentreff gemausert.
Koordinaten: 41° 3′ N, 29° 3′ O